# 慶勛
慶勛（1800年—？），杨氏，字子猷，號餘山，又號漁杉，汉军正白旗人，清朝政治人物。道光八年戊子科举人，九年己丑恩科進士，翰林院庶吉士，改戶部主事。
著有《楞香齋詩文全集》刊刻行世。有子锡淳，咸丰五年乙卯科举人。